# GR-8
El GR-8 es un Sendero de Gran Recorrido que discurre por el suroeste de Aragón. Comienza en el norte de la provincia de Teruel, en los puertos de Beceite, donde enlaza con el GR-7 y termina en el sur de la misma, en Villel, enlazando con el GR-10.
Este sendero forma parte del Sendero Europeo E-7 que va desde Idanha-a-Nova (Portugal) hasta Nagylak (Hungría).
Como sendero de gran recorrido está balizado con señales rojas y blancas.